# Uadi Saoura
Uadi Saoura es un uadi del suroeste argelino, que resulta de la unión entre la Oued Guir y la Oued Zouzfana.  Constituye el límite oeste del Gran Erg Occidental.
Forma el sistema fluvial que se extiende más al sur desde las montañas del Atlas hasta el Sahara. Hay varios oasis en su valle. El río dio el nombre de Saoura a toda la región de la parte occidental del Sahara argelino.

## Curso
El valle del uadi Saoura se origina a partir de  la confluencia del uadi Guir y el uadi Zouzfana, a cuatro kilómetros al norte de Igli.
Su valle sigue una  dirección sur-sureste relativamente recta. Conecta las ciudades oasis, primero en el km 60,
la  de Béni Abbès, y después Tamtert (km 107), El Ouata (km 116.5), Beni Ikhlef (km 163), Kerzaz (km 187), Timoudi (km 222), Ouled Khoudir (km 233) y Ksabi (km 260). En los tramos inferiores, el uadi Saoura a partir del km 275 realiza un giro a la derecha alrededor de la cadena de las montañas de Ougarta que lo separa de la Sebkha el Melah y luego desemboca en este lago sin drenaje desde el sureste. Los  últimos kilómetros del 267 al 285 están en la provincia de Adrar.
En el punto más meridional de este giro del curso del uadi Saoura en  Foum el Kheneg  el uadi reanuda la dirección del flujo original  a lo largo de un arenoso valle seco. Si la cuenca de la Sebkha el Melah actualmente sin drenaje, alguna vez se hubiera llenado de agua hasta este nivel que tuvo en el pasado, habría tenido un drenaje a través del uadi Messaoud.
La carretera Nacional 6  de Argelia acompaña al uadi Saoura al Talkehre y conecta las ciudades  oasis mencionadas anteriormente.